# Oswald Rohling
Oswald Rohling OP (* 30. April 1908 in Neuenkirchen (Kreis Steinfurt); † 28. Juli 1974 in Tórshavn, Streymoy, Färöer) war ein deutscher Pädagoge und Naturwissenschaftler.

## Leben
Nach dem Abitur an der Ordensschule der Dominikaner 1927 trat er 1927 in Venlo in den Dominikanerorden ein. 1934 empfing er im Kölner Dom die Priesterweihe. Er studierte in Köln Naturwissenschaft (Promotion 1939). 1946 legte er die Prüfung für das Lehramt an höheren Schulen ab. Er lehrte ab 1962 als Professor für Didaktik und Methodik des Biologieunterrichts in Vechta. Von 1961 bis 1963 war er Direktor der Pädagogischen Hochschule Vechta und 1964 gewählter Rektor der Hochschule. 1973 ging er in den Ruhestand.

## Schriften (Auswahl)
- Beiträge zur Stratigraphie und Tektonik des Tertiärs in Südoldenburg. 1940, OCLC 246298630.
- 200 biologische Versuche. Anleitung für die Schulpraxis. Bochum 1972, ISBN 3-592-71350-7.
- Heimat zwischen gestern und morgen. Vortrag anläßlich der Hauptversammlung der Oldenburg-Stiftung in Vechta im Apr. 1967. Oldenburg 1980, ISBN 3-87358-129-9